# Rafael González Echegaray
Rafael González Echegaray (Santander, 24 de septiembre de 1923 - ibidem, 2 de enero de 1985) fue un historiador, marino, abogado y político español.

## Biografía
Nació en Santander (Cantabria) el 24 de septiembre de 1923, siendo el segundo de cinco hermanos. Su padre, que era el cónsul de Argentina en Santander, tenía un escritorio en la vieja calle de Méndez Núñez, heredado de su padre, con el cargo de la fe y la poca fortuna en los negocios. Su madre, igualmente santanderina, procedía de una antigua familia vasco-francesa integrada a España durante la Revolución y afincada en Santander desde los años de la primera guerra Carlista.
Rafael González estudió en el colegio parvulario Santa Teresa de Jesús, que estaba en la calle de Calderón, y el bachillerato en los Escolapios.
De esta época Rafael recuerda intensamente la guerra civil española, y el incendio de Santander que según él mismo decía fue como un golpe trágico para quienes nos habíamos salvado de lo otro. En los dos sucesos se tragaron las llamas una parte importante de mi vida.... En 1937 se encontraba en  Guernica y vio desde unas lomas próximas el bombardeo de la localidad y quedó muy impresionado puesto que tenía solamente trece años de edad
Rafael fue Marino mercante graduado en Bilbao, tras pasar por la Escuela Náutica de  Santander, en la que algún tiempo después sería profesor. Navegó cinco años en buques españoles como el Monte Nuria, el Monte Orduña, Monte Iciar y Monte Coroña.
Estudió Derecho y aprobó las oposiciones, y consagró su actividad profesional al derecho marítimo y de esta forma llegó al frente de la que entonces era primera naviera de España: La Compañía Trasatlántica.
Colaboró en la formación de la Universidad en Santander, escribió once libros de historia de Cantabria, el primero en 1950. Rafael ha escrito también innumerables artículos. Recibió el premio nacional Virgen del Carmen de la Presidencia del Gobierno en el año 1963, de nuevo en 1968 y en 1977, y el Roger de Lauria del Estado Mayor de la Armada en 1975. Fue académico correspondiente de la Real Academia de la Historia desde 1977.
Fue presidente de la Diputación Provincial de Santander entre 1971 y 1973. Ostentaba la "Gran Cruz del Mérito Civil" y la "Gran Cruz del Mérito Naval", además de otra conmemorativas. Era miembro del Centro de Estudios Montañeses, socio de honor de la Asociación Nacional de la Marina Mercante y del Real Club Marítimo de Santander. Murió el 2 de enero de 1985, en plena madurez científica y literaria, por la que era requerido asiduamente desde dentro y fuera de España.

## Obras
- El Puerto de Santander. Retazos de una crónica.
- 50 Años de Vapores Santanderinos (1951).
- Resaca (Por las machinas) (1960).
- Los Tres Comilla, semblanza de tres barcos gemelos (1962).
- Naufragios en la costa de Cantabria (1834-1960).
- 9 Historias de barcos (1968).
- La Marina Cántabra desde el vapor (3 tomos) (1968).
- La Marina Mercante y el Tráfico Marítimo en la guerra civil (1977).
- Alfonso XIII (Un Rey y sus barcos) (1978).
- El Astillero de San Martín: Un siglo de construcción naval (1979).
- Mutua Montañesa (Un retazo de la historia santanderina).